# Württembergische Sicherheitstruppen
Die Württembergischen Sicherheitstruppen bestanden nur sechs Monate in den Jahren 1918 und 1919 im freien Volksstaat Württemberg.

## Vorgeschichte
Nach der Unterzeichnung des Waffenstillstandes am 11. November 1918 kehrten auch die württembergischen Truppen, das XIII. (Königlich Württembergisches) Armee-Korps, geordnet in ihre Standorte zurück. Der stellvertretende Kommandierende General des XIII. Generalkommandos in Stuttgart, General der Infanterie z. D. Paul von Schaefer, hatte sofort sein Amt niedergelegt. Der Chef des Stabes, Generalleutnant Theodor von Stroebel blieb im Amt und führte die Geschäfte weiter. Er beschränkte sich aber darauf, vor allem die Demobilmachung zu organisieren. Im Demobilmachungsplan war vorgesehen, dass der Anfang Dezember aus dem Felde zurückkehrende Kommandeur des aktiven XIII. Armeekorps, General der Infanterie Freiherr von Watter, die Dienstgeschäfte wieder übernehmen sollte. Die in Stuttgart am 10. November gebildete Provisorische Regierung unter dem Sozialdemokraten Wilhelm Blos beschloss jedoch, diesen Posten nicht mehr zu besetzen. Von Watter reichte daraufhin seinen Abschied ein.
Am 16. November entband König Wilhelm II. die Offiziere des württembergischen Heeres von ihrer Treupflicht.

## Die Sicherheitstruppen

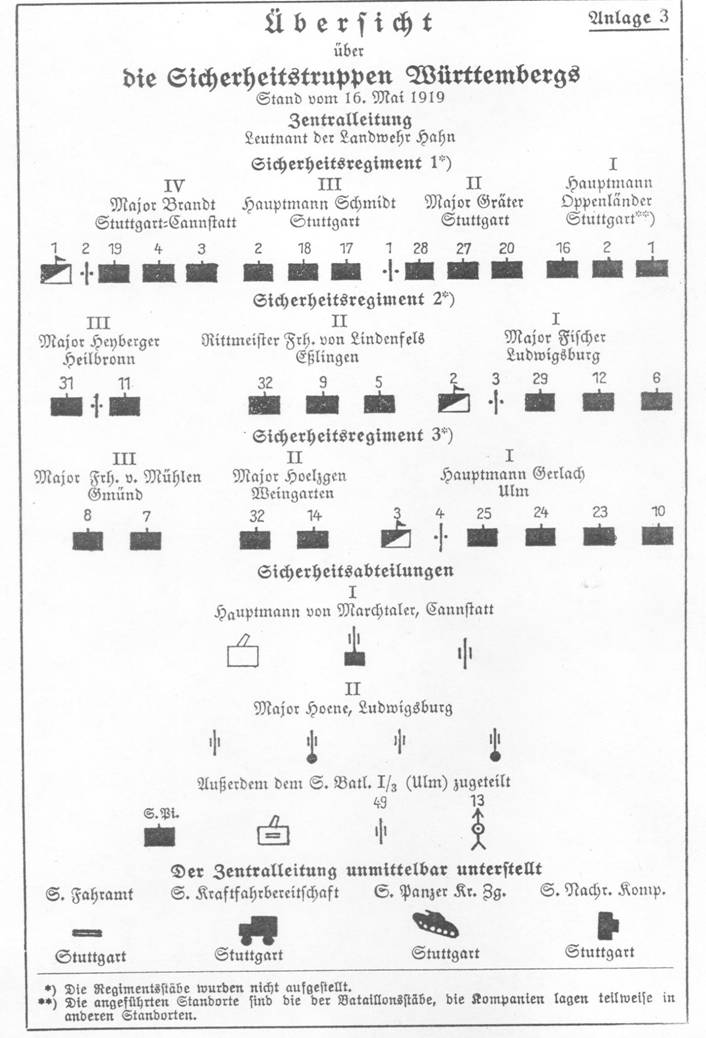
Gliederung der württembergischen Sicherheitstruppen im Mai 1919

Die Demobilmachung des Heeres in den Friedensstandorten erfolgte überwiegend geordnet, manche lösten sich aber auch formlos auf. Die unübersichtliche Situation im Lande veranlasste das württembergische Staatsministerium Mitte Dezember, aus den vorhandenen Resten des alten Heeres 15 Sicherheitskompanien in Anlehnung an die bestehenden Heeresstandorte aufzustellen.
Der Befehl hierzu wurde am 20. Dezember 1918 durch das Generalkommando XIII erteilt. Symptomatisch für die damaligen politischen Verhältnisse sind die Unterschriften unter diesem Befehl: I. A. d. S.-R. Württbg. gez. Hahn Leutnant - gez. Hof Bevollmächtigtes Mitglied des Landes-Ausschusses des Soldatenrats beim Generalkdo. XIII. (Württ.) Armeekorps – I.A.: gez. v. Stroebel (Chef des Stabes des Generalkommandos). Später wurden weitere zwölf Infanterie-Kompanien, drei Kavallerie-Eskadronen, vier MG-Kompanien, sechs Artillerie-Batterien und weitere Sondereinheiten aufgestellt. Im Januar 1919 übernahm Leutnant Paul Hahn die Zentralleitung der gesamten Sicherheitstruppen. Sie waren zuletzt gegliedert in drei Sicherheits-(Infanterie-)Regimenter (ohne Stab), zwei Sicherheits-(Artillerie-)Abteilungen und der Zentrale direkt zugeordneten Einheiten.
Als Aufgaben der Sicherheitstruppen waren in Ziffer 10 des Aufstellungsbefehls festgelegt: Der Dienst der örtlichen Sicherheitskompanie erstreckt sich auf die S i c h e r u n g d e s m i l i t ä r i s c h e n u n d p r i v a t e n G u t e s (Wachenstellung, Rondedienst, Straßenpatrouillen, Autoüberwachung). S i c h e r u n g d e s g e r e g e l t e n w i r t s c h a f t l i c h e n L e b e n s (Bahnhofsüberwachung, Eisenbahnüberwachung, Verhinderung des Lebensmittelschmuggels im Großen). A u f r e c h t e r h a l t u n g v o n O r d n u n g u n d R u h e gegen Störung durch Militärpersonen und Zivilpersonen (Wirtschaftspatrouillen). Einvernehmungsvolles Zusammenarbeiten mit den anderen Organen des Sicherheitsdienstes (Ortspolizei, Gendarmerie, Landespolizei, Schubpol).
Für die Sicherheitstruppen wurden Freiwillige, die noch im Militärdienst sich befinden, zunächst für drei Monate verpflichtet. Der Sold betrug fünf Mark pro Tag zusätzlich zum normalen Sold der Soldaten.
Der Etat einer Sicherheitskompanie waren
- 1 Führer (Offizier),
- 4 Unterführer (Offizier oder Portepeeträger),
- 1 Unterzahlmeister,
- 1 Feldwebel,
- 28 Unteroffiziere,
- 268 Mannschaften,
- 1 Sanitätsunteroffizier,
- 1 Waffenmeistergehilfe,

zusammen 306 Militärpersonen.
Die Uniform war die der bisherigen Infanterie mit Metallabzeichen „S.K.(12)“ (Nummer des Bereichs am Kragen). Bewaffnung der Mannschaften waren Karabiner, die der Führer und Unterführer Pistolen. Weitere Ausrüstungsgegenstände kamen je nach örtlichen Verhältnissen dazu (Ski, Fahrräder, Autos, Pferde für Kavalleriepatrouillen).
Im Juni 1919 wurden die 465 Offiziere und 10.760 Mann der Sicherheitstruppen und Freiwilligen-Verbände in Württemberg in die Reichswehr-Brigade 13 der Vorläufigen Reichswehr überführt.
Die Einheiten der Sicherheitstruppen, die Sicherheits-Kompanien 22, 26 und 30 fehlten noch, wurden in der Vorläufigen Reichswehr:
| Sicherheitstruppen                                                         | Vorläufige Reichswehr                            |
| -------------------------------------------------------------------------- | ------------------------------------------------ |
| Württembergisches Sicherheitsregiment 1                                    |                                                  |
| I. Btl. Stuttgart: Kp 1, 2, 16, 20                                         | = II./Reichswehr-Schützen-Regiment 25            |
| II. Btl. Stuttgart: Kp 13, 27, 28, MG-Kp 1                                 | = I./Reichswehr-Schützen-Regiment 25             |
| III. Btl. Stuttgart: Kp 17, 18, 21                                         | zu I./Reichswehr-Schützen-Regiment 25            |
| IV. Btl. Cannstatt: Kp 3, 4, 19, MG-Kp 2                                   | zu I./Reichswehr-Schützen-Regiment 25            |
| 1. Sicherheits-Eskadron Cannstatt                                          | zu Reichswehr-Kavallerie-Regiment 13             |
| Sicherheits-(Art-)Abteilung I Cannstatt mit 2 Batterien                    | = I./leichtes Reichswehr-Artillerie-Regiment 13  |
| Württembergisches Sicherheitsregiment 2                                    |                                                  |
| I. Btl. Ludwigsburg: Kp 6, 12, 29, MG-Kp 3                                 | = III./Reichswehr-Schützen-Regiment 25           |
| II. Btl. Esslingen: Kp 5, 9, 33                                            | = I./Reichswehr-Schützen-Regiment 25             |
| III. Btl. Heilbronn: Kp 11, 31                                             | = Reichswehr-Jäg.Bataillon 13                    |
| 2. Sicherheits-Eskadron Ludwigsburg                                        | zu Reichswehr-Kavallerie-Regiment 13             |
| Sicherheits-(Art-)Abteilung II Ludwigsburg mit 2 Batterien                 | = II./leichtes Reichswehr-Artillerie-Regiment 13 |
| Württembergisches Sicherheitsregiment 3                                    |                                                  |
| I. Btl. Ulm: Kp 10, 23, 24, 25, MG-Kp 4                                    | = II./Reichswehr-Schützen-Regiment 26            |
| II. Btl. Weingarten: Kp 14, 32                                             | = III./Reichswehr-Schützen-Regiment 26           |
| III. Btl Gmünd: Kp 7, 8, 15                                                | zu Reichswehr-Jäger-Bataillon 13                 |
| 3. Sicherheits-Eskadron Ulm                                                | zu Reichswehr-Kavallerie-Regiment 13             |
| 1 Batterie Fußartillerie-Regiment 13 und 1 Batterie Feldartillerie-Rgt. 49 | zu I./leichtes Reichswehr-Artillerie-Regiment 13 |

### Sonstiges
Erwin Rommel war 1919 Kompaniechef der Sicherungskompanie 32 in Friedrichshafen.